# Abús de poder
L'abús de poder o abús d'autoritat és l'ús indegut d'un càrrec, que sobrepassa les consideracions jurídiques o socials que té assignades.
Sovint, es materialitza en una forma d'assetjament laboral escomesa pels alts càrrecs o treballadors amb un rang superior a les víctimes, situades en una posició inferior a l'organigrama de l'organització on es relacionen. Aquesta mena d'acte és omnipresent: pot tenir lloc en l'àmbit laboral, el familiar, l'esportiu, l'universitari i fins i tot als espais públics. Passa típicament al món del teatre i en relacions amoroses en què existeix una gran diferència d'edat entre els components. Segons la periodista Anna Vallhonesta, molts abusos sexuals constitueixen primordialment abusos de poder.
El poder que hi incita pot néixer de la tinença de capital, de la popularitat, de l'autoritat o de la influència en altri. En referència a això, l'escriptor Miquel Adam defensa la tesi que «l'abús de poder és consubstancial a l’exercici de l’autoritat».